# Ugolino di Nerio
Pour les articles homonymes, voir Nerio (homonymie).
Ugolino di Nerio ou Ugolino da Siena (Sienne, 1280 - 1349) est un peintre de l'école siennoise, qui fut l'élève de Duccio di Buoninsegna.

## Biographie
Issu d'une famille de peintres siennois avec son père Nerio et ses frères Guido et Muccio, Ugolino di Nerio est d'abord l'élève de Duccio (les bustes des apôtres de la partie supérieure de la Maestà sont de sa main) et  dont  la Madonna Contini Bonaccossi  (1315) du palais Pitti restitue la  manière de Duccio, puis vers 1320, il produit un style byzantin personnel entre 1320 et 1330, en ayant été  actif également à Florence (polyptyque signé de Santa Croce), ses  couleurs brillantes montrent l'influence marquée de Simone Martini.
Selon Vasari, il mourut à Sienne.

## Œuvres
- Madonna col Bambino e Santi, Museo di arte sacra, Certaldo Alto
- Madone, saint Pierre et saint François, trois panneaux au musée de Santa Maria sul Prato della Misericordia de San Casciano in Val di Pesa
- Madone entourée des archanges Raphaël et Gabriel (attribué), triptyque à l'église paroissiale  San Donato in Poggio à Pieve di San Piero in Bossolo, près de Tavarnelle Val di Pesa
- Polyptyque à l'église Santa Croce de Florence, sa seule œuvre datée, 1325, et signée, démembrée en 1566, déplacée au dortoir puis dispersée par fragments à partir de 1860 :
  - National Gallery, de Londres,
  - Flagellation, Mise au tombeau, trois panneaux de Saints, Staatliche Museen de Berlin
  - et d'autres morceaux dans des collections privées.
- La Cène, (1317-1327)

### Dans les musées du monde
- Le Prophète Isaïe (1317-1327) à la National Gallery de Londres
- Madone, tempera sur bois et or au metropolitan Museum of Art
- Crucifixion avec sainte Claire et saint François d'Assise, peinture (~1320) au Metropolitan Museum of Art
- Madone, peinture à l'huile sur bois, feuille d'or (1315-1320) au musée du Louvre
- Crucifixion avec la Vierge et saint Jean l'Évangéliste (1330-1335), fragment détaché et recoupé, musée Thyssen-Bornemisza, Madrid
- La Vierge et l'Enfant sur un trône entourés des saints Pierre, paul, Jean Baptiste, Dominique et un donateur, peinture (1325-1335) à l'Art Institute of Chicago
- Sainte Anne et la Vierge enfant (~1330-1335) au musée des beaux-arts du Canada
- Sainte Marie-Madeleine (~1320), musée des beaux-arts, Boston
- Sainte Marie-Madeleine, peinture (~1320) au California Palace of the Legion of Honor
- Saint Louis de Toulouse, peinture (~1320) au California Palace of the Legion of Honor
- Vierge à l’enfant avec Saint François, Saint André, Saint Paul, Saint Pierre, Saint-Étienne, et Saint Louis de Toulouse, [3]Clark Art Institute

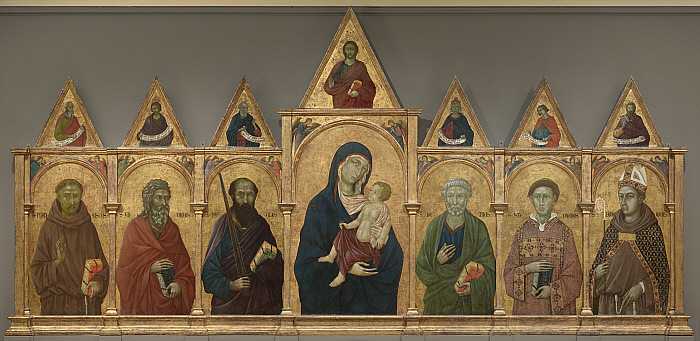
Vierge à l’Enfant avec saint François, saint André, saint Paul, saint Pierre, saint Étienne, et saint Louis de Toulouse, c. 1317-21, tempéra et or sur panneau, 163.7 cm x 341.4, Clark Art Institute.